# Arthenac
Arthenac település Franciaországban, Charente-Maritime megyében. Lakosainak száma 339 fő (2022. január 1.). Arthenac Allas-Champagne, Archiac, Brie-sous-Archiac, Saint-Eugène, Sainte-Lheurine és Réaux sur Trèfle községekkel határos.

## Népesség
A település népességének változása:
| Lakosok száma | 398  | 305  | 331  | 322  | 338  | 339  | 345  | 349  | 350  | 339  |
|               | 1968 | 1982 | 1990 | 2006 | 2013 | 2015 | 2017 | 2019 | 2020 | 2022 |